# Paolo Damiani
Paolo Damiani (Cantù, 5 ottobre 1917 – Capoterra, 22 luglio 1943) è stato un militare e aviatore italiano, decorato di medaglia d'oro al valor militare alla memoria nel corso della seconda guerra mondiale.

## Biografia
Nacque a Cantù, provincia di Como, il 5 ottobre 1917. Dopo aver conseguito il diploma di maturità classica a Bari si arruolò volontario nella Regia Aeronautica in qualità di allievo ufficiale pilota, conseguendo il brevetto di pilota militare presso la Scuola pilotaggio della Malpensa e ottenendo la nomina a sottotenente di complemento nel luglio 1938. Nel novembre dello stesso anno fu ammesso a frequentare la Regia Accademia Aeronautica di Caserta, Corso Turbine, e nell’ottobre 1940 conseguì la nomina a sottotenente in servizio permanente effettivo. Dopo aver frequentata la Scuola di pilotaggio per velivoli da caccia a Castiglione del Lago fu promosso tenente e trasferito al 51º Stormo Caccia Terrestre destinato alla difesa di Roma. Assegnato alla 352ª Squadriglia del 20º Gruppo, iniziava le missioni belliche dal giugno 1942 distinguendosi sul cielo di Malta e del Mediterraneo e nella battaglia di mezzo agosto. Fu decorato con due medaglie d'argento e una di bronzo al valor militare. Cadde in combattimento sul cielo di Capoterra, Sardegna, il 22 luglio 1943. Quel giorno si svolse il suo ultimo combattimento  volando a bordo di un Aermacchi C.202 Folgore. Decollato su allarme, tra le 09.25 e le 09.30, insieme ad altri piloti tra cui Ferruccio Serafini, dopo aver impegnato combattimento con i caccia nemici e averne scompaginato la formazione fu a sua volta colpito e l'aereo precipitò al suolo con la morte del pilota. Quel giorno caddero in combattimento oltre a lui e a Serafini, il sottotenente Redento Borbotti e l’intero equipaggio di un velivolo Caproni Ca.309 Ghibli, composto dal maresciallo Virgilio Pongiluppi e dagli avieri Giovannino Battisti, Pietro Cervasi e Giovanni Corvascio, impegnato in una missione di trasporto e che si ritrovò coinvolto suo malgrado nel pieno svolgimento della battaglia aerea. Fu decorato con la medaglia d'oro al valor militare alla memoria.

### Fonti
1. 1 2 3 4 5 6  Combattenti Liberazione.
2. 1 2  Gruppo Medaglie d'Oro al Valor Militare 1965, p. 262.
3. 1 2 3  Ufficio Storico dell'Aeronautica Militare 1969, p. 157.
4. 1 2 3  Segreti della Storia.
5. ↑   Medaglia d'oro al valor militare Damiani, Paolo, su quirinale.it, Quirinale. URL consultato l'11 luglio 2021.
6. ↑  Bollettino Ufficiale 1944, supplemento 2, pagina 5.